# NGC 4474
NGC 4474 je lećasta galaktika u zviježđu Berenikinoj kosi. Zajedno s NGC 4459 i NGC 4468 čini trojac galaktika koji su produžetak Markarianovog lanca, skupinu poredanih galaktika u skupu Djevici.

## Vanjske poveznice
- (engl.) SEDS: NGC 4474
- (engl.) Revidirani Novi opći katalog
- (engl.) Izvangalaktička baza podataka NASA-e i IPAC-a
- (engl.) Astronomska baza podataka SIMBAD
- (engl.) VizieR